# Economia județului Mureș
Cele mai reprezentative nume la nivel național în domeniul economic din județul Mureș sunt:
- Combinatul de îngrășăminte chimice Azomureș (1966)
- Centrala termoelectrică din Iernut
- Armedica
- Combinatul chimic din Târnăveni (1918)
- Complexul de prelucrare a lemnului Reghin - instrumente muzicale
- Fabrica de pielărie și mănuși din Târgu Mureș
- Fabricile de zahăr din Târgu Mureș și Luduș
- Fabrica de produse lactate
- Întreprinderea chimică Prodcomplex din Târgu Mureș
- Metalotehnica - fabrica de mașinide cusut Târgu Mureș
- IMATEX - fabrica de mașini textile
- Întreprinderea de prelucrare a lemnului 23 August din Târgu Mureș
- Fabrica de confecții din Târgu Mureș
- Electromureș